# 劉文漢
劉文漢（1915年—），澳洲華人，原籍廣東台山，香港企業家，20世紀60年代香港富豪，「假髮業之父」，前香港假髮製造商會主席，於1960年代在香港創業，將假髮生產手工藝改革成機械化、工業化企業，產品外銷美國市場，收入曾經突破10億港元，引發香港假髮業十數年光輝，聞名於世界。 
劉文漢出生於澳大利亞南澳大利亚州首府阿德莱德(Adelaide)市，嶺南大學經濟系畢業。1941年起經營巴士及汽車零配件生意，業務於香港及華南地區都有。 在香港淪陷後，劉文漢曾經回中國內地，和平之後回香港，轉營洋行生意。 1958年後創辦假髮生產自動化，帶動香港假髮業成功之路，劉文漢給推選為香港製造商會領導人。 劉文漢除了有「假髮大王」之稱號，也有「假髮貿易之父」等美稱。  

## 相關
- 半自動
- 工廠
- 葡萄酒釀造業